# Carl Clarence Kiess
Carl Clarence Kiess (18 de octubre de 1887 - 16 de octubre de 1967) fue un astrónomo estadounidense, especializado en el estudio del sol y de la espectrografía estelar.

## Semblanza
Kiess nació en Fort Wayne, Indiana. Se graduó en astronomía por la Universidad de Indiana en 1910 y obtuvo su doctorado en la Universidad de California, Berkeley, en 1913. Después de enseñar en la Universidad de Misuri, en la Universidad Pomona, y en la Universidad de Míchigan, Kiess comenzó a trabajar en la Agencia Nacional de Estándares en 1917, de donde se retiró en 1957.

## Eponimia
- Mientras trabajaba en el Observatorio Lick el 6 de julio de 1911, Kiess descubrió el cometa C/1911 N1, que posteriormente recibiría su nombre.
- El cráter lunar Kiess y el asteroide (1788) también fueron nombrados en su memoria.